# Giochi della XXV Olimpiade
I Giochi della XXV Olimpiade (in catalano: Jocs Olímpics de la XXV Olimpíada, in spagnolo: Juegos de la XXV Olimpiada), noti anche come Barcellona 1992, si sono svolti a Barcellona, in Spagna, dal 25 luglio al 9 agosto 1992.
Nell'atletica in evidenza il trentaduenne britannico Linford Christie vincitore sui 100 m, lo spagnolo Fermín Cacho (1500 m), la francese Marie-José Pérec (400 m), Carl Lewis, ancora vincitore di due titoli (lungo e staffetta), la britannica Sally Gunnell (400 hs), l'algerina Hassiba Boulmerka (1500 m). Nel nuoto il russo Aleksandr Popov centra la doppietta 50-100 m stile libero; doppio oro, nei 200 e 400 misti, anche per l'ungherese Tamás Darnyi, già protagonista a Seul. Nella ginnastica brilla il bielorusso Vital' Ščėrba con sei ori, mentre nel canottaggio il britannico Steve Redgrave vince il terzo titolo dopo quelli del 1984 e del 1988. Nel basket giganteggia il Dream Team statunitense di Larry Bird, Michael Jordan e Magic Johnson. Nel medagliere la Cina, grazie al nuoto femminile, si piazza al quarto posto (54 medaglie, 16 ori), dietro gli ex-sovietici (partecipanti come "Squadra Unificata"), agli statunitensi e ai tedeschi. La Spagna colleziona quasi più medaglie (22, tra cui ben 13 ori) di quanto non abbia fatto in un secolo (26 dal 1896). L'Italia, a quota 19 nel medagliere, con 6 ori, chiude con l'oro del Settebello di pallanuoto, erede dei campioni di Roma 1960.

## Assegnazione
Barcellona venne scelta come sede per i Giochi olimpici il 17 ottobre 1986 durante la 91ª sessione del CIO battendo la concorrenza di Amsterdam, Belgrado, Birmingham, Brisbane. Sette mesi prima, a marzo,  Nuova Delhi aveva ritirato la propria candidatura.
Con 85 degli 89 membri del CIO che hanno votato a scrutinio segreto, Barcellona ottenne una maggioranza di 47 voti. Il presidente del Comitato Olimpico Internazionale Juan Antonio Samaranch, nativo proprio della capitale della Catalogna, si astenne dal voto.
Nello stesso incontro del CIO, Albertville, in Francia, venne selezionata come sede per i Giochi invernali del 1992.
| Città      | Stato       | 1º giro | 2º giro | 3º giro |
| ---------- | ----------- | ------- | ------- | ------- |
| Barcellona | Spagna      | 29      | 37      | 47      |
| Parigi     | Francia     | 19      | 20      | 23      |
| Brisbane   | Australia   | 11      | 9       | 10      |
| Belgrado   | Jugoslavia  | 13      | 11      | 5       |
| Birmingham | Regno Unito | 8       | 8       | —       |
| Amsterdam  | Paesi Bassi | 5       | —       | —       |

## Sviluppo e preparazione
La celebrazione dei Giochi olimpici del 1992 ha avuto un enorme impatto sulla cultura urbana e sulla proiezione verso l'esterno di Barcellona. I Giochi hanno fornito miliardi di dollari per investimenti infrastrutturali, che si ritiene abbiano migliorato la qualità della vita nella città, e la sua attrazione per gli investimenti e il turismo.
La scelta di Barcellona ha dato il via all'attuazione di un ambizioso piano di trasformazione urbana già sviluppato in precedenza. Barcellona si aprì al mare con la costruzione del Villaggio Olimpico e del Porto Olimpico a Poblenou. Furono creati nuovi centri e furono costruiti moderni impianti sportivi nelle zone olimpiche di Montjuïc, Diagonal e Vall d'Hebron; anche gli alberghi furono ristrutturati e ne furono costruiti di nuovi.

### Sedi di gara
- Anella Olímpica: 

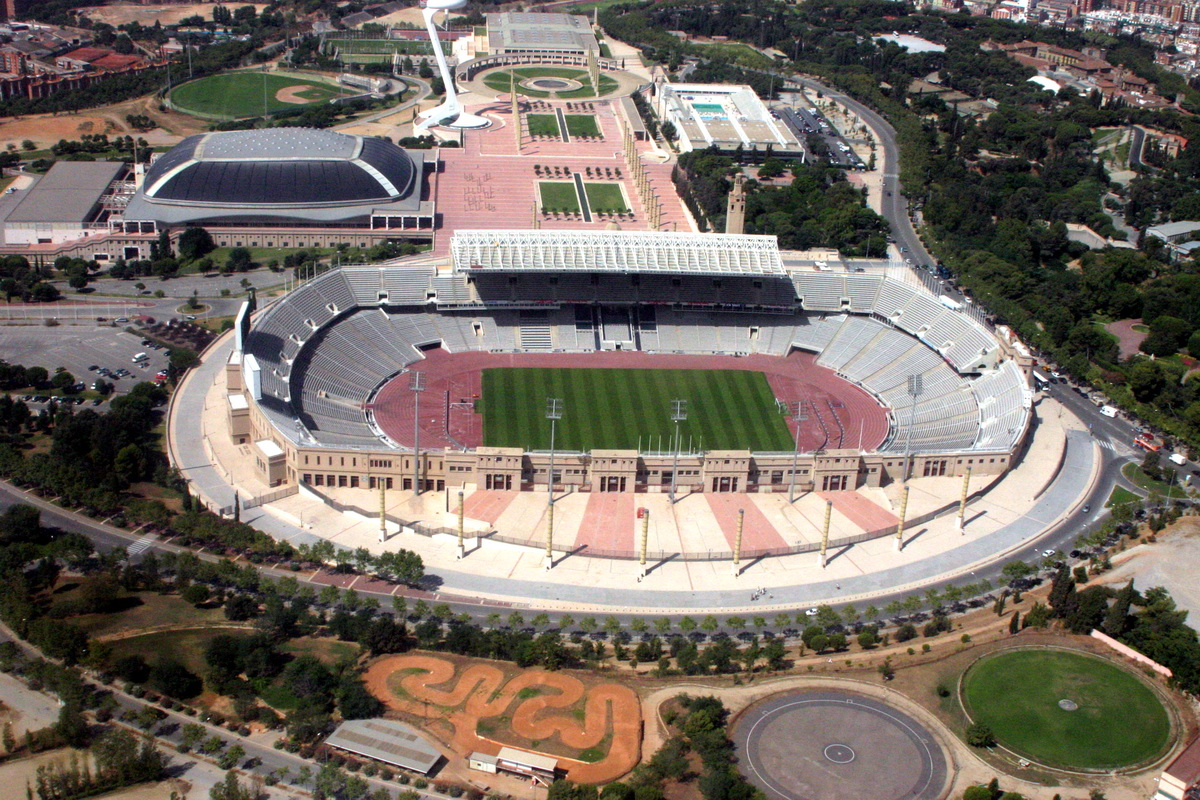
vista dell'Anella Olímpica

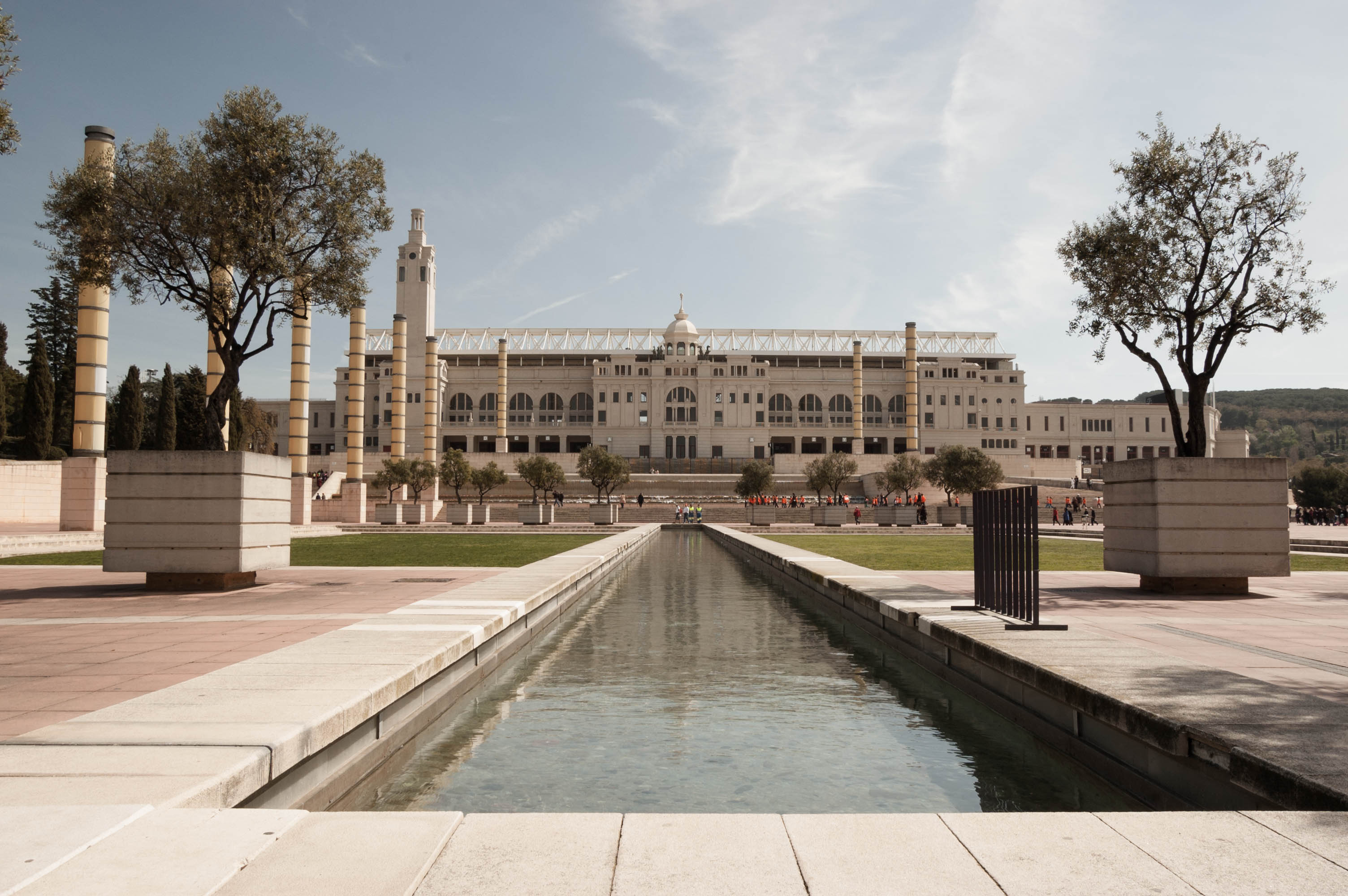
Estadi Olímpic de Montjuïc

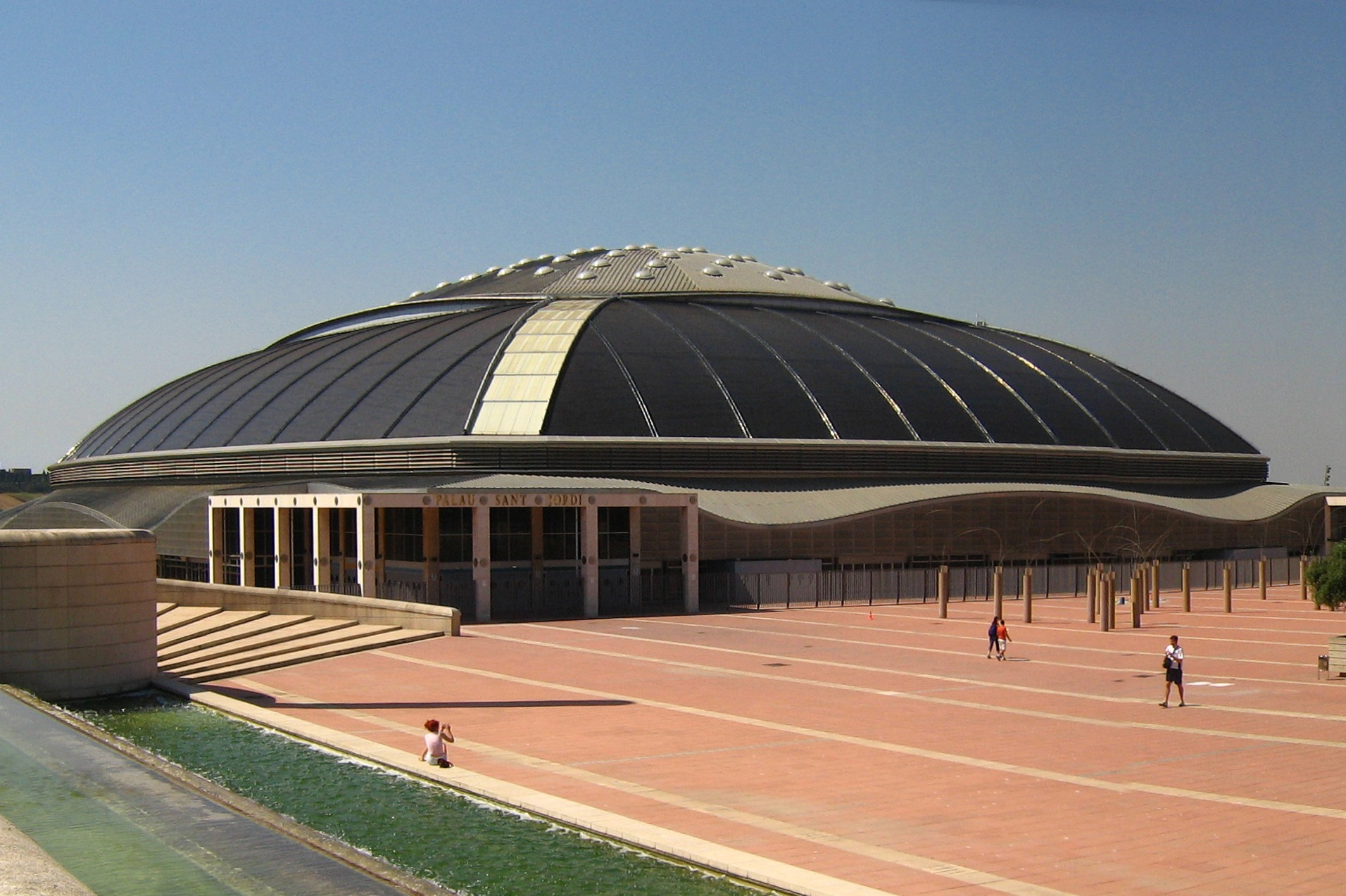
Palau Sant Jordi

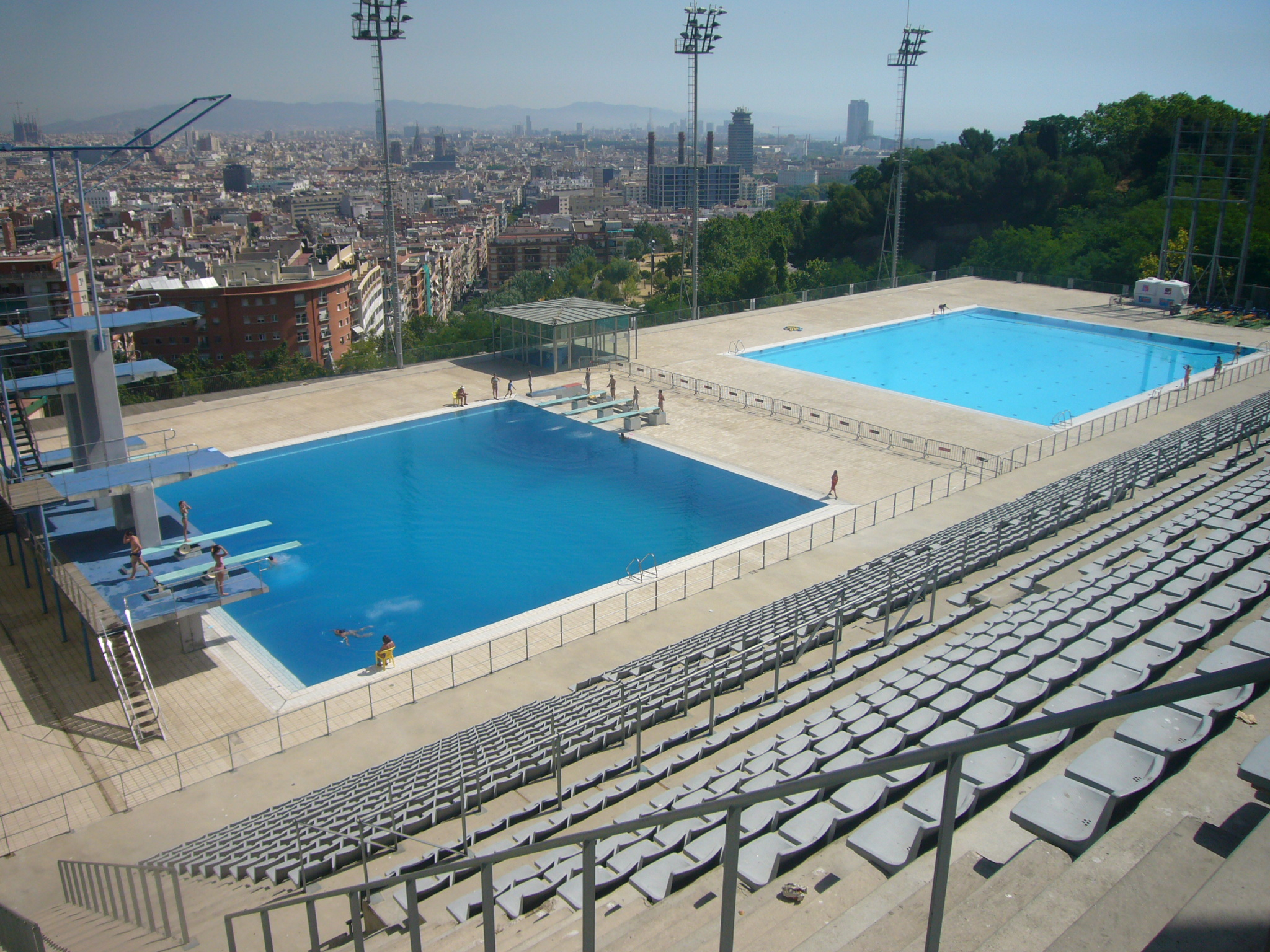
Piscina Municipal de Montjuïc

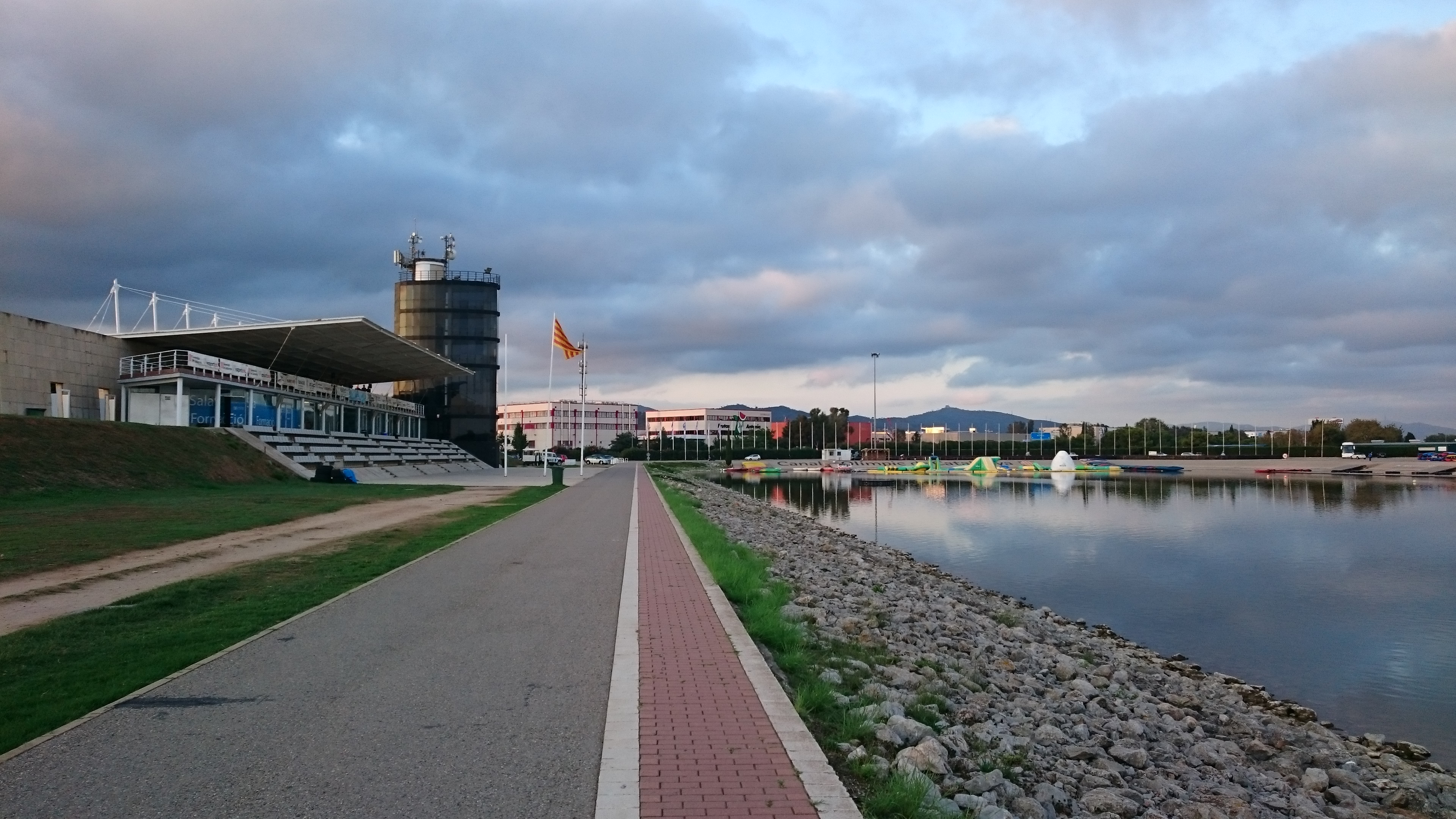
Il Canale olimpico di Catalogna

  - Estadi Olímpic de Montjuïc – cerimonie di apertura e chiusura, atletica;
  - Institut National d'Educació Física de Catalunya – lotta;
  - Mataró – atletica (partenza maratona);
  - Palau dels Esports de Barcelona – ginnastica ritmica e pallavolo;
  - Palau de la Metal·lúrgia – scherma, pentathlon moderno (scherma);
  - Palau Sant Jordi – ginnastica artistica, pallavolo (finali) e pallamano (finali);
  - Pavelló de l'Espanya Industrial – sollevamento pesi;
  - Piscina municipale di Montjuïc – tuffi e pallanuoto;
  - Piscine Bernat Picornell – pentathlon moderno (nuoto), nuoto, nuoto sincronizzato e pallanuoto (finale);

- Avinguda Diagonal:
  - Camp Nou – calcio (finale);
  - Palau Blaugrana – judo, hockey su pista (dimostrativo) e taekwondo (dimostrativo);
  - Real Club de Polo de Barcelona – equitazione (dressage, salto, cross country), pentathlon moderno (equitazione);
  - Stadio di Sarriá – calcio;

- La Vall d'Hebron:
  - Camp Olímpic de Tir amb Arc – tiro con l'arco;
  - Pavelló de la Vall d'Hebron – pelota basca (dimostrativo) e pallavolo;
  - Tennis de la Vall d'Hebron – tennis;
  - Velòdrom d'Horta – ciclismo su pista;

- Parc de Mar Area
  - Pavelló de la Mar Bella – badminton;
  - Port Olímpic – vela;
  - Stazione di Barcellona-Nord – tennistavolo;

- Altri siti
  - Camp de Tir Olímpic de Mollet – pentathlon moderno (tiro), tiro;
  - Camp Municipal de Beisbol de Viladecans – baseball;
  - Canale olimpico di Catalogna – canoa (sprint);
  - Circuito di Barcellona-Catalogna – ciclismo (partenza e arrivo prova a cronometro);
  - Club Hípic El Montanyà – equitazione (dressage, cross country);
  - Eje del congosto – ciclismo (corsa a cronometro);
  - Lago di Banyoles – canottaggio;
  - Stadio de la Nova Creu Alta – calcio;
  - Estadi Olímpic de Terrassa – hockey su prato;
  - Estadio Luís Casanova – calcio;
  - La Romareda – calcio;
  - L'Hospitalet de Llobregat Baseball Stadium – baseball (finale);
  - Palau D'Esports de Granollers – pallamano;
  - Parc Olímpic del Segre – canoa (slalom);
  - Pavelló Club Joventut Badalona – pugilato;
  - Pavelló Olímpic de l'Ateneu Agrícola – hockey su pista (dimostrativo);
  - Pavelló Olímpic de Vic – hockey su pista (dimostrativo);
  - Pavelló Olímpic de Reus – hockey su pista (dimostrativo);
  - Pabellón Olímpico de Badalona – pallacanestro;
  - Sant Sadurní d'Anoia – ciclismo (corsa in linea);

### Simboli

#### Inno
L'inno dell'Olimpiade, Barcelona, fu composto e cantato da Freddie Mercury (scomparso l'anno prima), cantante del gruppo rock dei Queen, insieme al noto soprano spagnolo Montserrat Caballé, e racchiude musica lirica e rock mescolando inglese e spagnolo. I Giochi cominciarono il 25 luglio, giorno di San Giacomo (patrono di Spagna).

## I Giochi
Come sport dimostrativi ve ne sono stati tre: hockey su pista, palla basca e taekwondo.

### Discipline
Di seguito invece i 25 sport del programma olimpico:
| Sport            | Disciplina           | Maschile | Femminile | Misti | Totali |
| ---------------- | -------------------- | -------- | --------- | ----- | ------ |
| Atletica leggera | Atletica leggera     | 24       | 19        |       | 43     |
| Badminton        | Badminton            | 2        | 2         |       | 4      |
| Baseball         | Baseball             | 1        |           |       | 1      |
| Calcio           | Calcio               | 1        |           |       | 1      |
| Canoa/kayak      | In acque libere      | 9        | 3         |       | 12     |
| Canoa/kayak      | Slalom               | 3        | 1         |       | 4      |
| Canoa/kayak      | Totale               | 12       | 4         |       | 16     |
| Canottaggio      | Canottaggio          | 8        | 6         |       | 14     |
| Ciclismo         | Ciclismo su strada   | 2        | 1         |       | 3      |
| Ciclismo         | Ciclismo su pista    | 5        | 2         |       | 7      |
| Ciclismo         | Totale               | 7        | 3         |       | 10     |
| Equitazione      | Salto ostacoli       |          |           | 2     | 2      |
| Equitazione      | Dressage             |          |           | 2     | 2      |
| Equitazione      | Concorso completo    |          |           | 2     | 2      |
| Equitazione      | Totale               |          |           | 6     | 6      |
| Ginnastica       | Ginnastica artistica | 8        | 6         |       | 14     |
| Ginnastica       | Ginnastica ritmica   |          | 1         |       | 1      |
| Ginnastica       | Totale               | 8        | 7         |       | 15     |
| Hockey su prato  | Hockey su prato      | 1        | 1         |       | 2      |
| Judo             | Judo                 | 7        | 7         |       | 14     |
| Lotta            | Lotta libera         | 10       |           |       | 10     |
| Lotta            | Lotta greco-romana   | 10       |           |       | 10     |
| Lotta            | Totale               | 20       |           |       | 20     |

| Sport              | Disciplina                     | Maschile | Femminile | Misti | Totali |
| ------------------ | ------------------------------ | -------- | --------- | ----- | ------ |
| Sport acquatici    | Nuoto (dettagli)               | 16       | 15        |       | 31     |
| Sport acquatici    | Tuffi (dettagli)               | 2        | 2         |       | 4      |
| Sport acquatici    | Pallanuoto (dettagli)          | 1        |           |       | 1      |
| Sport acquatici    | Nuoto sincronizzato (dettagli) |          | 2         |       | 2      |
| Sport acquatici    | Totale                         | 19       | 19        |       | 38     |
| Pallacanestro      | Pallacanestro                  | 1        | 1         |       | 2      |
| Pallamano          | Pallamano                      | 1        | 1         |       | 2      |
| Pallavolo          | Pallavolo                      | 1        | 1         |       | 2      |
| Pentathlon moderno | Pentathlon moderno             | 2        |           |       | 2      |
| Pugilato           | Pugilato                       | 12       |           |       | 12     |
| Scherma            | Scherma                        | 6        | 2         |       | 8      |
| Sollevamento pesi  | Sollevamento pesi              | 10       |           |       | 10     |
| Tennis             | Tennis                         | 2        | 2         |       | 4      |
| Tennistavolo       | Tennistavolo                   | 2        | 2         |       | 4      |
| Tiro               | Carabina                       | 3        | 2         |       | 5      |
| Tiro               | Pistola                        | 3        | 2         |       | 5      |
| Tiro               | Tiro al piattello              | 3        |           |       | 3      |
| Tiro               | Totale                         | 9        | 4         |       | 13     |
| Tiro con l'arco    | Tiro con l'arco                | 2        | 2         |       | 4      |
| Vela               | Vela                           | 3        | 3         | 4     | 10     |
| Totale (25 sport)  | Totale (25 sport)              | 161      | 86        | 10    | 257    |

### Calendario degli eventi
| ● | Cerimonia di apertura |  | Competizioni |  | Finali | ● | Cerimonia di chiusura |

| Luglio/Agosto 1992    | Luglio/Agosto 1992    | Luglio | Luglio | Luglio | Luglio | Luglio | Luglio | Luglio | Luglio | Agosto | Agosto | Agosto | Agosto | Agosto | Agosto | Agosto | Agosto | Agosto | Totale |
| Luglio/Agosto 1992    | Luglio/Agosto 1992    | Ven 24 | Sab 25 | Dom 26 | Lun 27 | Mar 28 | Mer 29 | Gio 30 | Ven 31 | Sab 1  | Dom 2  | Lun 3  | Mar 4  | Mer 5  | Gio 6  | Ven 7  | Sab 8  | Dom 9  | Totale |
| --------------------- | --------------------- | ------ | ------ | ------ | ------ | ------ | ------ | ------ | ------ | ------ | ------ | ------ | ------ | ------ | ------ | ------ | ------ | ------ | ------ |
| Ceremonia di apertura | Ceremonia di apertura |        | OC     |        |        |        |        |        |        |        |        |        |        |        |        |        |        | CC     | N.D.   |
| Sport acquatici       | Tuffi                 |        |        | ●      | 1      | ●      | 1      |        |        | ●      | 1      | 1      | 1      |        |        |        |        |        | 39     |
| Sport acquatici       | Nuoto                 |        |        | 4      | 5      | 5      | 5      | 6      | 6      |        |        |        |        |        |        |        |        |        | 39     |
| Sport acquatici       | Nuoto sincronizzato   |        |        |        |        |        |        |        |        |        | ●      | ●      |        | ●      | 1      | 1      |        |        | 39     |
| Sport acquatici       | Pallanuoto            |        |        |        |        |        |        |        |        | ●      | ●      | ●      |        | ●      | ●      |        | ●      | 1      | 39     |
| Tiro con l'arco       | Tiro con l'arco       |        |        |        |        |        |        |        | ●      | ●      | 1      | 1      | 2      |        |        |        |        |        | 4      |
| Atletica leggera      | Atletica leggera      |        |        |        |        |        |        |        | 2      | 4      | 4      | 6      |        | 5      | 6      | 6      | 9      | 1      | 43     |
| Badminton             | Badminton             |        |        |        |        | ●      | ●      | ●      | ●      | ●      | ●      | ●      | 4      |        |        |        |        |        | 4      |
| Baseball              | Baseball              |        |        | ●      | ●      | ●      | ●      |        | ●      | ●      | ●      |        | ●      | 1      |        |        |        |        | 1      |
| Pallacanestro         | Pallacanestro         |        |        | ●      | ●      |        | ●      | ●      | ●      | ●      | ●      | ●      | ●      | ●      | ●      | 1      | 1      |        | 2      |
| Pugilato              | Pugilato              |        |        | ●      | ●      | ●      | ●      | ●      | ●      | ●      | ●      | ●      | ●      |        | ●      | ●      | 6      | 6      | 12     |
| Canoa/kayak           | Canoa slalom          |        |        |        |        |        |        |        |        | 2      | 2      |        |        |        |        |        |        |        | 16     |
| Canoa/kayak           | Canoa sprint          |        |        |        |        |        |        |        |        |        |        | ●      | ●      | ●      | ●      | 6      | 6      |        | 16     |
| Ciclismo              | Ciclismo su strada    |        |        | 2      |        |        |        |        |        |        | 1      |        |        |        |        |        |        |        | 10     |
| Ciclismo              | Ciclismo su pista     |        |        |        | 1      | ●      | 1      | ●      | 5      |        |        |        |        |        |        |        |        |        | 10     |
| Equitazione           | Equitazione           |        |        |        |        | ●      | ●      | 2      | ●      |        | 1      |        | 1      | 1      | ●      | ●      |        | 1      | 6      |
| Scherma               | Scherma               |        |        |        |        |        |        | 1      | 1      | 1      | 1      | ●      | 1      | 1      | 1      | 1      |        |        | 8      |
| Hockey su prato       | Hockey su prato       |        |        | ●      | ●      | ●      | ●      | ●      |        | ●      | ●      | ●      | ●      | ●      | ●      | 1      | 1      |        | 2      |
| Calcio                | Calcio                | ●      |        | ●      | ●      | ●      | ●      | ●      |        | ●      | ●      |        |        | ●      |        | ●      | 1      |        | 1      |
| Ginnastica            | Ginnastica artistica  |        |        |        |        | 1      | 1      | 1      | 1      | 4      | 6      |        |        |        |        |        |        |        | 15     |
| Ginnastica            | Ginnastica ritmica    |        |        |        |        |        |        |        |        |        |        |        |        |        | ●      |        | 1      |        | 15     |
| Pallamano             | Pallamano             |        |        |        | ●      |        | ●      | ●      | ●      | ●      | ●      | ●      | ●      |        | ●      | ●      | 2      |        | 2      |
| Judo                  | Judo                  |        |        |        | 2      | 2      | 2      | 2      | 2      | 2      | 2      |        |        |        |        |        |        |        | 14     |
| Pentathlon moderno    | Pentathlon moderno    |        |        | ●      | ●      | ●      | 2      |        |        |        |        |        |        |        |        |        |        |        | 2      |
| Canottaggio           | Canottaggio           |        |        |        | ●      | ●      | ●      | ●      | ●      | 7      | 7      |        |        |        |        |        |        |        | 14     |
| Vela                  | Vela                  |        |        |        | ●      | ●      | ●      | ●      |        | ●      | 2      | 7      | 1      |        |        |        |        |        | 10     |
| Tiro                  | Tiro                  |        |        | 2      | 2      | 2      | 1      | 2      | 2      | 1      | 1      |        |        |        |        |        |        |        | 13     |
| Tennistavolo          | Tennistavolo          |        |        |        |        | ●      | ●      | ●      | ●      | ●      | ●      | 1      | 1      | 1      | 1      |        |        |        | 4      |
| Tennis                | Tennis                |        |        |        |        | ●      | ●      | ●      | ●      | ●      | ●      | ●      | ●      | ●      | ●      | 2      | 2      |        | 4      |
| Pallavolo             | Pallavolo             |        |        | ●      |        | ●      | ●      | ●      | ●      | ●      | ●      | ●      | ●      | ●      | ●      | ●      | 1      | 1      | 2      |
| Sollevamento pesi     | Sollevamento pesi     |        |        | 1      | 1      | 1      | 1      |        | 1      | 1      | 2      | 1      |        |        |        |        |        |        | 9      |
| Lotta                 | Lotta                 |        |        | ●      | ●      | 3      | 3      | 4      |        |        |        | ●      | ●      | 3      | 3      | 4      |        |        | 20     |
| Medaglie              | Medaglie              |        |        | 9      | 12     | 14     | 17     | 19     | 19     | 22     | 30     | 18     | 11     | 12     | 12     | 22     | 30     | 10     | 257    |
| Luglio/Agosto 1992    | Luglio/Agosto 1992    | Ven 24 | Sab 25 | Dom 26 | Lun 27 | Mar 28 | Mer 29 | Gio 30 | Ven 31 | Sab 1  | Dom 2  | Lun 3  | Mar 4  | Mer 5  | Gio 6  | Ven 7  | Sab 8  | Dom 9  | Totale |

## Medagliere
Paese ospitante
| Pos.   | Paese             | Oro | Argento | Bronzo | Totale |
| ------ | ----------------- | --- | ------- | ------ | ------ |
| 1      | Squadra Unificata | 45  | 38      | 29     | 112    |
| 2      | Stati Uniti       | 37  | 34      | 37     | 108    |
| 3      | Germania          | 33  | 21      | 28     | 82     |
| 4      | Cina              | 16  | 22      | 16     | 54     |
| 5      | Cuba              | 14  | 6       | 11     | 31     |
| 6      | Spagna            | 13  | 7       | 2      | 22     |
| 7      | Corea del Sud     | 12  | 5       | 12     | 29     |
| 8      | Ungheria          | 11  | 12      | 7      | 30     |
| 9      | Francia           | 8   | 5       | 16     | 29     |
| 10     | Australia         | 7   | 9       | 11     | 27     |
| Totale | Totale            | 260 | 257     | 298    | 815    |